# Kannabiwarin
Kannabiwarin (CBV) – organiczny związek chemiczny z grupy kannabinoidów występujący w konopiach. Nie wykazuje działania psychoaktywnego. Jest produktem utleniania THCV.